# サンパルオーケストラ

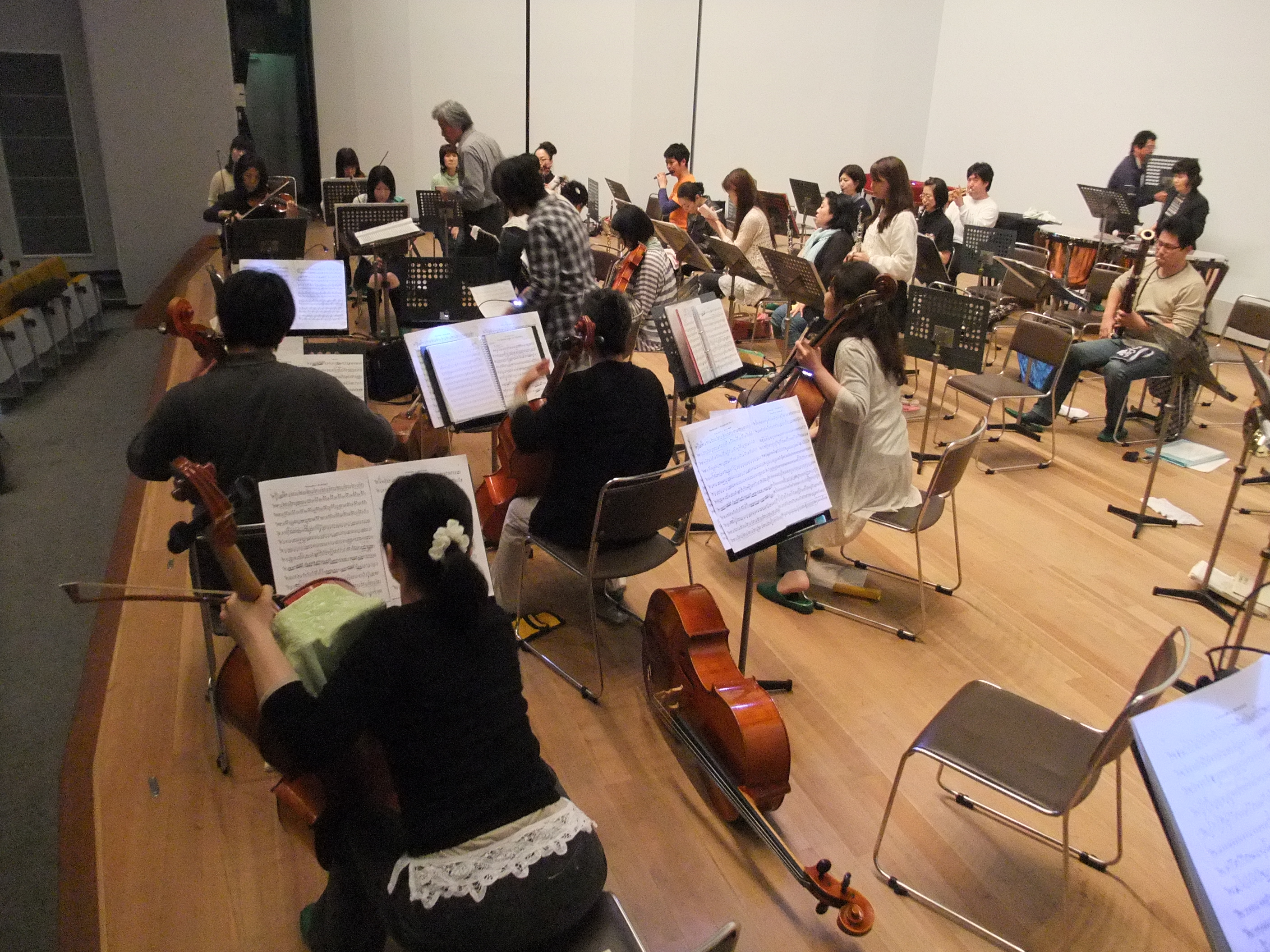
練習中のサンパルオーケストラ

サンパルオーケストラ(さんぱるおーけすとら)は広島県福山市沼隈町に本拠地を置くアマチュア・オーケストラ。
毎年NHK交響楽団などからプロ奏者を招いて、サンパルミュージックトレーニングを開催している。

## 所在地（事務局）
福山市沼隈サンパル
広島県福山市沼隈町草深1890番地4

## 発祥とサンパルミュージックトレーニング
- 同町に1989年4月(平成元年)、約10億円の事業費をかけたサンパルホールぬまくまが建築されたのを機に町民が主体をなって結成[1]。結成当初はメンバーの過半数が素人だったので、当時NHK交響楽団の第二ヴァイオリン奏者であった堀江悟らを招いて、トレーニングを行なった。沼隈町も、ホールを有効利用してもらおうと、ホールの備品として楽器をそろえたり、講師の謝礼金を補助するなど全面的なサポートを行った[2]。
- トレーニングは毎年実施され、サンパルミュージックトレーニング（以下トレーニングと略す）と呼ばれるようになり、以後25年間（平成25年時点）途切れなく続く。地域の音楽愛好家が集まって発足した同オーケストラの活動が、中央のプロ演奏家の心を動かし、今や一緒になって音楽のある街づくりが展開された。
- トレーニングはサンパルオーケストラの団員に限定されず、だれでも受講できる。近隣の多数のアマチュア奏者が指導を受けており、地域の音楽レベルの向上に役立っている[3]。個人でもグループでも受講可能で、基礎から専門的なことまで幅広く対応している[4]。
- 平成21年度のケースでは、7名のトレーナーによって、8月の延べ4日間にわたって実施された。
- トレーニングの総仕上げとして演奏会が開催され[5]、トレーナーのプロ奏者も参加する[1]。
- サンパルオーケストラの団員は、サンパルトレーニング以外の日程でも、下記トレーナーによる演奏指導が定期的に行なわれている[5]。

## トレーナー
- 堀江悟 （ヴァイオリン；NHK交響楽団団友）
- 木越洋 （チェロ；NHK交響楽団首席奏者・洗足学園音楽大学教授）
- 甲斐雅之 （フルート；NHK交響楽団首席奏者）
- 齊藤賀雄 (フルート；東京音楽大学教授・元読売日本交響楽団）
- 浜道晁 （オーボエ；NHK交響楽団団友・東京音楽大学講師）
- 三輪純生 （トロンボーン；NHK交響楽団団友・洗足学園音楽大学教授）
- 瀬戸川正 （打楽器；NHK交響楽団団友）
- 小原裕樹 （トランペット；聖徳大学講師・ 東邦音楽大学講師） など、年度によって多少変更あるが毎年7名前後の講師が、NHK交響楽団などから派遣されている。

## 演奏活動
- 2000年11月、「国民文化祭ひろしま2000」の関連行事としてサンパルホールぬまくまで開かれた沼隈町街角音楽祭で、NHK交響楽団員と共演[6]。
- 2002年2月、広島県民文化センターふくやまで開催された県民文化祭に参加[7]。
- 2003年8月に創設15年を迎え、メンデルスゾーンの結婚行進曲などクラシック音楽5曲を演奏した[8]。
- 2008年8月に創設20年を迎え、記念演奏会が行われた[1][9]。
- 第21回定期演奏会では、NHK交響楽団首席チェロ奏者の木越洋のソロ演奏で、アントニン・ドヴォルザークのチェロ協奏曲が演奏された。
- 日本人作曲家の現代曲も意欲的に取り上げている。近年の例として、服部隆之の王様のレストランや吉俣良の篤姫メインテーマ、外山雄三の管弦楽のためのラプソディー、千住明の風林火山メインテーマが取り上げられた。
- 定期演奏会の他にも、福山市ふくやま芸術文化ホールで開催されていたオーケストラフェスティバルにも毎年参加し、府中シティオーケストラなどと共に主要な参加団体の1つとなっていた。

## その他
- 2008年08月19日(火) RCCラジオ「さくらいの全力投球」で同オーケストラが紹介された。
- 本拠地となっているサンパルホールは、サントリーホールなどの音響設計を手がけた、元NHK技術研究所・音響研究部長の永田穂が担当。音響設計として、一般の多目的ホールに比べ奥行きが深く設計され、客席空間は直方形、天井高は約14mとされた。壁はコンクリートの打ち放しで、客席の近くだけにボードによる拡散壁が設置されている。また舞台反射板は、可動部を極力少なくされており、このような点でこのサンパルホールは中新田のバッハホールと相通じるところがあるとされている。
- サンパルミュージックトレーニング以外にも、サンパルホールでは、デュオハヤシ（室内楽）、秋津智承（チェロ）などの演奏家による公開講習会が過去に開催されている。